# ۱۲۲۸ (میلادی)
۱۲۲۸ (میلادی) هزار و دویست و بیست و هشتمین سال تقویم میلادی است.

## رویدادها

### بر پایه منطقه

#### آفریقا
- ابو زکریا یحیی دودمان حفصیان را در افریقیه (تونس امروزی) بنیانگذاری کرد.

#### آسیا
- سیوکافا، اولین پادشاه آهوم، حکومت خود در آسام را پایه‌گذاری کرد. حکمرانی پادشاهان آهوم نزدیک به ۶۰۰ سال به طول انجامید.[۱]

#### اروپا
- ۲۵ آوریل – کنراد چهارم مفتخر به مقام پادشاه اورشلیم به عنوان نمایندهٔ فریدریش دوم، امپراتور مقدس روم گردید.
- ۲۸ ژوئن – پس از وقفه‌ای به دلیل بیماری و تکفیر از سوی پاپ گریگوری نهم، امپراتور فریدریش دوم جنگ صلیبی ششم را در بریندیزی اعلان کرد.
- بالدوین دوم، به نمایندگی از جان برین، به مقام پادشاه امپراتوری لاتین در قسطنطنیه منصوب شد.
- شهر رگین در ترانسیلوانی برای اولین بار در منشور آندراش دوم، پادشاه مجارستان مورد اشاره قرار گرفت.
- اسپانیا: خامس اول آراگون حملهٔ بزرگی را بر ضد مسلمانان در مایورکا ترتیب داد. در همان سال و در شهر مورسیا، امیر ابن هدی‌الیمادی، که تحت فشار روزافزونی از سوی مسیحیان قرار داشت، خلافت موحدون را انکار کرد، خلفای عباسی را به عنوان تنها خلفای مشروع اعلام کرده و در نتیجه اعلام استقلال کرده‌بود.[۲] یکی دیگر از موفقیت‌های مسیحیان: تسخیر مریدا توسط آلفونزو نهم لئون[۳]

### بر پایه موضوع

#### بازار
- شهر تورنه با صدور اولین بیمه مستمری عمر ثبت شدهٔ خود، به جریان رو به رشد ارائهٔ خدمات اجتماعی پیوست که ده سال قبل در شهر رنس آغاز شده‌بود.[۴]
- اولین شواهد مبنی بر استفادهٔ پادشاه انگلستان از شوالیه‌های معبد به عنوان تحویل‌دار، جهت جابجایی مبالغ هنگفت پول به سرتاسر قلمرو، با استفاده از نامه‌های مبادله، برملا شد. این موضوع نشان می‌دهد که نقل و انتقالات بزرگ، حتی پیش از شکل‌گیری شبکهٔ مهم بانکداران بازرگان ایتالیایی، در سراسر اروپا قابل انجام بوده‌است.[۵]

#### مذهب
- ۱۶ ژوئیه – تقدیس شدن سنت فرانسیس آسیزی توسط پاپ گرگوری نهم

## زادگان
- ۲۵ آوریل – کنراد چهارم آلمان، (د. ۱۲۵۴)
- شهاب الدین القرافی، پژوهشگر اسلامی مشروع مصری (د. ۱۲۸۵)
- سانشیای پروانس، ملکهٔ همسر روم باستان (د. ۱۲۶۱)

## درگذشتگان
- ژانویه – رابرت کورتنی، پادشاه امپراتوری لاتین
- ۲۵ آوریل – ایزابلا دوم اورشلیم، ملکهٔ اورشلیم (ز. ۱۲۱۲)
- ژوئن – رجینالد دو بروز، بارون شورشی انگلیسی
- ۹ ژوئیه – استفن لنگتون، اسقف اعظم کانتربری
- ۲۴ سپتامبر – استفان اولین تاجدار، پادشاه صربستان